# Escudo de Wallis y Futuna

Escudo de armas de Wallis y Futuna.

El escudo de Wallis y Futuna está compuesto por los mismos elementos que su bandera. En él figura una cruz maltesa o templaria en un campo de gules o rojo y con el cantón diestro del jefe (esquina superior izquierda) terciado en palo de azur o azul, de plata (blanco) y de gules que son los colores de la bandera francesa. 
- Datos: Q578512
- Multimedia: Coats of arms of Wallis and Futuna / Q578512